# 塞耶佩
佩，尊稱塞耶佩（1838年6月23日—1894年）、阿秋坦塞耶佩，緬甸贡榜王朝诗人。

## 生平
塞耶佩出生于缅甸阿瓦（一说是阿玛拉普拉）。他幼年时受母亲影响，喜好戏曲，与艺人们颇多交集，曾为他们写词谱曲，也曾应邀参加乐队演奏。长大后以诗歌著称，并与另一名诗人吴邦雅成为对手，彼此不服，二人时常以诗讥讽对方。
塞耶佩在世时，大英帝国不断地在缅甸增强自己的影响力，并以仰光为中心向缅甸腹地扩展，企图吞并后者，1871年，缅王敏东为仰光大金寺捐赠九宝金伞，塞耶佩作为使节率宫廷剧团前往仰光参加升伞仪式，印度总督梅奥勋爵亦前往仰光参加了此次仪式，并使用了缅甸君主才能用的白伞，令塞耶佩感到不满，后来梅奥勋爵在回印度途中在安达曼群岛遇刺身亡，塞耶佩便作诗嘲讽梅奥勋爵僭用白伞之事，并将后者比喻为狗，英国殖民政府得知此诗后向缅甸表示抗议，塞耶佩因此一度被捕入狱。
1885年，第三次英缅战争爆发，英国攻占曼德勒并废黜缅王锡袍，貢榜王朝灭亡:112，塞耶佩为表达自己对英国殖民者的不满，前往掸邦隐居，直到1894年逝世。

## 引用

### 註解
1. ↑  “塞耶”为缅甸语中对男性的敬称，相当於中文「教师」一詞。